# Regering-Bérégovoy
De regering–Bérégovoy (Frans: Gouvernement Pierre Bérégovoy) was de regering van de Franse Republiek van 2 april 1992 tot 29 maart 1993.
| Ambtsbekleder                          | Ambtsbekleder          | Ambtsbekleder                  | Functie(s)                                 | Ambtstermijn     | Ambtstermijn   | Partij(en) |
| -------------------------------------- | ---------------------- | ------------------------------ | ------------------------------------------ | ---------------- | -------------- | ---------- |
|                                        | Pierre Bérégovoy       | Pierre Bérégovoy (1925–1993)   | Premier                                    | 2 april 1992     | 29 maart 1993  | PS         |
|                                        | Roland Dumas           | Roland Dumas (1922)            | Minister van Staat                         | 10 mei 1988      | 29 maart 1993  | PS         |
| Minister van Buitenlandse Zaken        | Roland Dumas           | Roland Dumas (1922)            |                                            | 10 mei 1988      | 29 maart 1993  | PS         |
|                                        | Jack Lang              | Jack Lang (1939)               | Minister van Staat                         | 2 april 1992     | 29 maart 1993  | PS         |
| Minister van Onderwijs                 | Jack Lang              | Jack Lang (1939)               |                                            | 2 april 1992     | 29 maart 1993  | PS         |
| Minister van Cultuur                   | Jack Lang              | Jack Lang (1939)               |                                            | 2 april 1992     | 29 maart 1993  | PS         |
|                                        |                        | Michel Delebarre (1946)        | Minister van Staat                         | 20 december 1990 | 29 maart 1993  | PS         |
| Minister van Publieke Diensten         | 2 april 1992           | Michel Delebarre (1946)        |                                            |                  | 29 maart 1993  | PS         |
| Minister voor Bestuurlijke Vernieuwing | 2 april 1992           | Michel Delebarre (1946)        |                                            |                  | 29 maart 1993  | PS         |
|                                        | Paul Quilès            | Paul Quilès (1942–2021)        | Minister van Binnenlandse Zaken            | 2 april 1992     | 29 maart 1993  | PS         |
|                                        | Michel Sapin           | Michel Sapin (1952)            | Minister van Financiën                     | 2 april 1992     | 29 maart 1993  | PS         |
| Minister van Economische Zaken         | Michel Sapin           | Michel Sapin (1952)            |                                            | 2 april 1992     | 29 maart 1993  | PS         |
|                                        | Pierre Joxe            | Pierre Joxe (1934)             | Minister van Defensie                      | 30 januari 1991  | 10 maart 1993  | PS         |
|                                        | Pierre Bérégovoy       | Pierre Bérégovoy (1925–1993)   | Minister van Defensie                      | 10 maart 1993    | 29 maart 1993  | PS         |
|                                        | Michel Vauzelle        | Michel Vauzelle (1944)         | Minister van Justitie                      | 2 april 1992     | 29 maart 1993  | PS         |
| Zegelbewaarder                         | Michel Vauzelle        | Michel Vauzelle (1944)         |                                            | 2 april 1992     | 29 maart 1993  | PS         |
|                                        | Dominique Strauss-Kahn | Dominique Strauss- Kahn (1949) | Minister van Buitenlandse Handel           | 15 mei 1991      | 29 maart 1993  | PS         |
| Minister voor Industriële Zaken        | Dominique Strauss-Kahn | Dominique Strauss- Kahn (1949) |                                            | 15 mei 1991      | 29 maart 1993  | PS         |
|                                        | Bernard Kouchner       | Bernard Kouchner (1939)        | Minister van Volksgezondheid               | 2 april 1992     | 29 maart 1993  | DVG        |
|                                        | Martine Aubry          | Martine Aubry (1950)           | Minister van Arbeid en Werkgelegenheid     | 15 mei 1991      | 29 maart 1993  | PS         |
|                                        | René Teulade           | René Teulade (1931–2014)       | Minister van Sociale Zaken                 | 2 april 1992     | 29 maart 1993  | PS         |
| Minister voor Immigratie en Integratie | René Teulade           | René Teulade (1931–2014)       |                                            | 2 april 1992     | 29 maart 1993  | PS         |
|                                        | Hubert Curien          | Hubert Curien (1924–2005)      | Minister van Hoger Onderwijs en Wetenschap | 10 mei 1988      | 29 maart 1993  | O          |
|                                        | Jean-Louis Bianco      | Jean-Louis Bianco (1943)       | Minister van Transport                     | 2 april 1992     | 29 maart 1993  | PS         |
| Minister van Huisvesting               | Jean-Louis Bianco      | Jean-Louis Bianco (1943)       |                                            | 2 april 1992     | 29 maart 1993  | PS         |
|                                        | Louis Mermaz           | Louis Mermaz (1931)            | Minister van Landbouw en Visserij          | 1 oktober 1990   | 2 oktober 1992 | PS         |
|                                        | Jean-Pierre Soisson    | Jean-Pierre Soisson (1934)     | Minister van Landbouw en Visserij          | 2 oktober 1992   | 29 maart 1993  | PRG        |
|                                        | Ségolène Royal         | Ségolène Royal (1953)          | Minister van Milieu                        | 2 april 1992     | 29 maart 1993  | PS         |
|                                        | Louis Le Pensec        | Louis Le Pensec (1937)         | Minister van Overzeese Gebiedsdelen        | 10 mei 1988      | 29 maart 1993  | PS         |
|                                        | Frédérique Bredin      | Frédérique Bredin (1956)       | Minister van Jeugd en Sport                | 15 mei 1991      | 29 maart 1993  | PS         |
|                                        |                        | Michel Charasse (1941–2020)    | Minister voor Begrotingszaken              | 29 maart 1993    | 2 oktober 1992 | PS         |
|                                        | Martin Malvy           | Martin Malvy (1936)            | Minister voor Begrotingszaken              | 2 oktober 1992   | 29 maart 1993  | PS         |
|                                        | Bernard Tapie          | Bernard Tapie (1943–2021)      | Minister voor Stedelijke Ontwikkeling      | 2 april 1992     | 29 maart 1993  | DVG        |
|                                        | Émile Zuccarelli       | Émile Zuccarelli (1940)        | Minister voor Telecommunicatie en Post     | 2 april 1992     | 29 maart 1993  | PRG        |
|                                        | Louis Mermaz           | Louis Mermaz (1931)            | Minister voor Parlementaire Betrekkingen   | 2 oktober 1992   | 29 maart 1993  | PS         |